# Stroncone
Stroncone – miejscowość i gmina we Włoszech, w regionie Umbria, w prowincji Terni.
Według danych na rok 2004 gminę zamieszkiwało 4416 osób, 62,2 os./km².